# Speak Now
Speak Now è il terzo album in studio della cantante statunitense Taylor Swift, pubblicato il 25 ottobre 2010 dalla Big Machine Records.
Si tratta della prima pubblicazione in cui Swift ha scritto e composto tutti i brani da sola, senza l'aiuto di alcun collaboratore esterno, e ha speso circa due anni di lavorazione.
Il disco ha ottenuto un ottimo successo in madrepatria, debuttando in cima alla Billboard 200 e risultando l'album con più vendite nella prima settimana dal 2005 grazie a una vendita pari a 1 047 000 copie nella sua prima settimana. Il successo è stato tale anche in Canada, dove ha venduto circa 62 000 copie, e nel resto del mondo, risultando anche il primo album dell'artista ad avere una buona accoglienza in Italia, debuttando nella top 20 della Classifica FIMI Album. Anche la relativa tournée mondiale, il Speak Now World Tour, ha ottenuto un responso positivo.
A maggio 2011 Speak Now è stato premiato ai Billboard Music Awards nella categoria Top Country Album.

## Descrizione

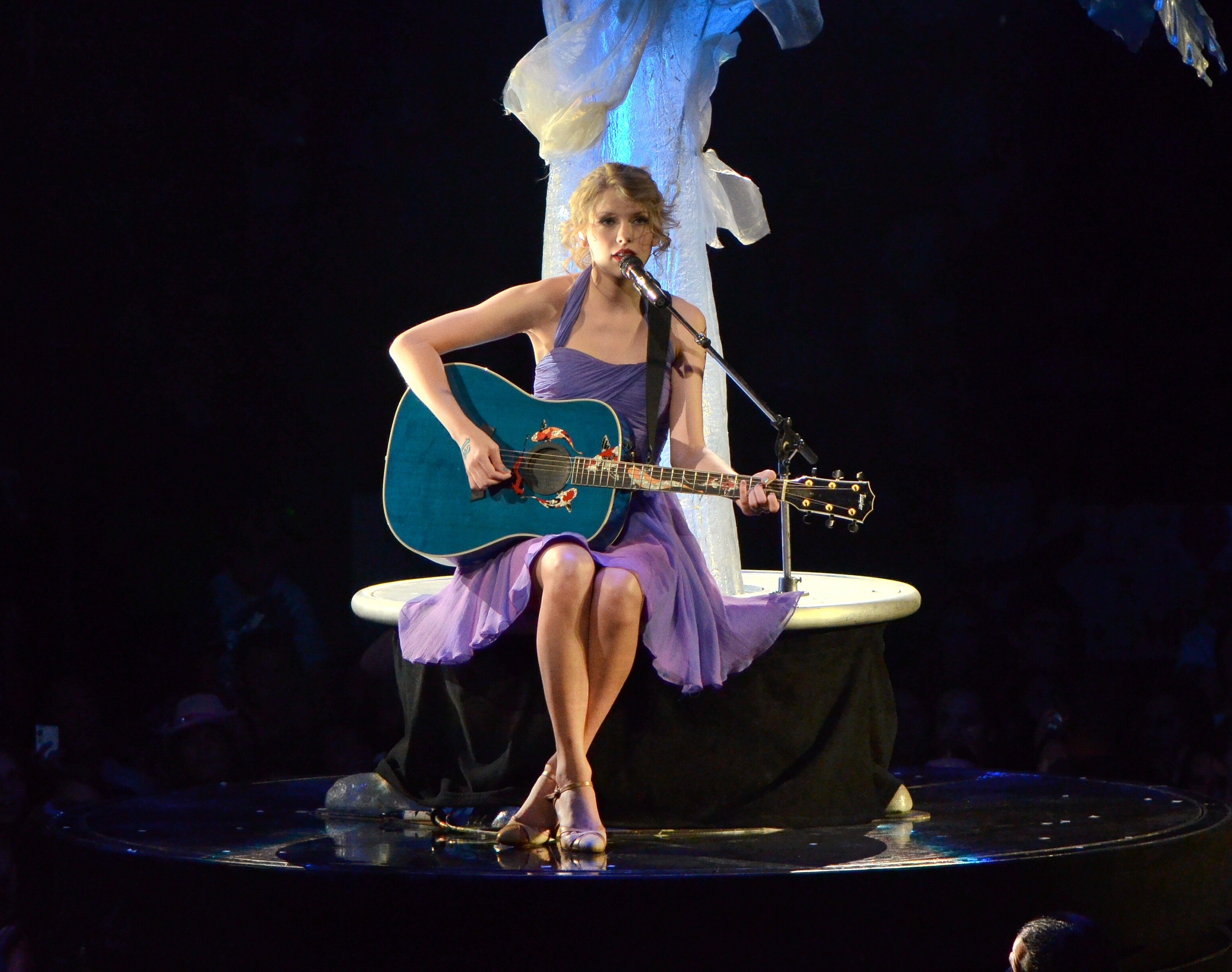
Taylor Swift si esibisce durante lo Speak Now World Tour

L'intero album, concepito come un concept in senso lasco riguardo alle cose che Swift avrebbe voluto dire a determinate persone nella sua vita, è stato scritto esclusivamente dalla cantante, che ha inoltre ricoperto il ruolo di produttrice insieme a Nathan Chapman. Parlando in un'intervista via webcam il 20 luglio 2010, Swift ha affermato: «Ho scritto tutte le canzoni da sola per questo disco. Ciò non era stato pianificato, è semplicemente successo così. È come se le migliori idee mi fossero venute alle tre del mattino in Arkansas, e, senza un coautore nei paraggi, l'ho semplicemente finito». I brani Back to December e Haunted includono un'intera orchestra. I testi dei brani sono più diretti e aggressivi rispetto al precedente repertorio di Swift, sono maggiormente introspettivi e riflettono su relazioni conclusesi.

## Promozione
Speak Now è stato pubblicato inizialmente in Irlanda il 22 ottobre 2010, venendo distribuito a livello mondiale tre giorni più tardi dalla Big Machine Records. La copertina di Speak Now è stata resa nota il 18 agosto. Contemporaneamente è stata commercializzata anche un'edizione deluxe statunitense (esclusivamente nella catena di negozi Target Corporation) caratterizzata da una copertina differente (il vestito di Swift è di colore rosso anziché viola) e da un CD aggiuntivo con tre inediti (Ours, If This Was a Movie e Superman, le versioni acustiche di Back to December e Haunted, la versione pop di Mine e del contenuto multimediale con il video musicale di Mine e il relativo dietro le quinte; anche per il resto del mondo è stata distribuita un'edizione deluxe, che comprende in più le versioni statunitensi di Mine, Back to December e The Story of Us.
L'8 novembre 2011 tutte le bonus track dell'edizione deluxe statunitense sono stati pubblicate come singoli digitali nei principali negozi di musica.

### Singoli
Prima della pubblicazione dell'album sono stati messi in commercio quattro singoli. Il primo, Mine, è uscito il 4 agosto 2010 e ha raggiunto la terza posizione della Billboard Hot 100, venendo oltre un milione di copie. Il 5 ottobre è stato reso disponibile l'omonimo Speak Now, il 12 ottobre Back to December e il 19 ottobre Mean. Tutti e tre i singoli sono entrati ad alte posizioni nella classifica statunitense, con vendite altissime: Speak Now all'ottavo con 217 000 copie, Back to December alla sesta con 242 000 copie e Mean all'undicesima con 163 000 vendite. Le prime due canzoni sono inoltre entrate alla prima posizione della Digital Songs, mentre l'ultima alla seconda. Tutti e tre i singoli sono inoltre entrati nella top ten della Billboard Canadian Hot 100. Sono per finire entrati anche nella classifica australiana e in quella neozelandese.
Nel corso del 2011 sono stati estratti come singoli anche The Story of Us (19 aprile) e Sparks Fly (18 luglio).

## Accoglienza
L'album ha ricevuto generalmente recensioni positive. Secondo il sito Metacritic, Speak Now ha ricevuto una media di 77 punti su 100, basandosi su 20 recensioni.

## Tracce
Testi e musiche di Taylor Swift.
1. Mine – 3:50
2. Sparks Fly – 4:20
3. Back to December – 4:53
4. Speak Now – 4:00
5. Dear John – 6:43
6. Mean – 3:57
7. The Story of Us – 4:25
8. Never Grow Up – 4:50
9. Enchanted – 5:52
10. Better than Revenge – 3:37
11. Innocent – 5:02
12. Haunted – 4:02
13. Last Kiss – 6:07
14. Long Live – 5:17

Tracce bonus nell'edizione giapponese
1. Back to December (US Version) – 4:55
2. The Story of Us (US Version) – 4:26

CD bonus nell'edizione deluxe (Canada, Stati Uniti)
1. Ours – 3:58
2. If This Was a Movie – 3:54
3. Superman – 4:36
4. Back to December (Acoustic) – 4:52
5. Haunted (Acoustic) – 3:37
6. Mine (Pop Mix) – 3:50
7. "On the Set": Behind the Scenes "Mine" Music Video – video
8. "Mine" Music Video – video

CD bonus nell'edizione deluxe (resto del mondo)
1. Ours – 3:58
2. If This Was a Movie – 3:54
3. Superman – 4:36
4. Back to December (Acoustic) – 4:52
5. Haunted (Acoustic) – 3:37
6. Mine (US Version) – 3:52
7. Back to December (US Version) – 4:54
8. The Story of Us (US Version) – 4:25
9. "On the Set": Behind the Scenes "Mine" Music Video – video
10. "Mine" Music Video – video

## Formazione
Hanno partecipato alle registrazioni, secondo le note di copertina:
Musicisti
- Taylor Swift – voce, chitarra acustica, cori, battimani
- Nathan Chapman – chitarra acustica, chitarra elettrica, chitarra elettrica a dodici corde, banjo, mandolino, basso, Fender Rhodes, pianoforte, sintetizzatore, organo, programmazione, cori, battimani
- Bryan Sutton – chitarra acustica
- Grant Mickelson – chitarra elettrica
- Paul Sidoti – chitarra elettrica
- Mike Meadows – chitarra elettrica, battimani
- Smith Curry – lap steel guitar
- Rob Hajacos – fiddle
- Tim Marks – basso
- Tommy Sims – basso
- Amos Heller – basso
- Tim Lauer – pianoforte, organo B3
- Eric Darken – percussioni
- Al Wilson – percussioni, battimani
- Nick Buda – batteria
- Shannon Forrest – batteria
- John Gardner – batteria
- Caitlin Evanson – cori
- Liz Huett – cori
- Paul Buckmaster – arrangiamento e direzione orchestra (tracce 3 e 12)
- Chris Carmichael – strumenti ad arco e relativa composizione e arrangiamento (traccia 9)

Produzione
- Nathan Chapman – produzione, ingegneria del suono aggiuntiva
- Taylor Swift – produzione, direzione artistica
- Chad Carlson – registrazione
- Justin Niebask – registrazione, missaggio
- Chuck Ainlay – registrazione
- Steve Marcantonio – registrazione
- Chad Carlson – registrazione aggiuntiva
- Todd Tidwell – registrazione aggiuntiva, assistenza tecnica
- Drew Bollman – registrazione aggiuntiva, assistenza tecnica, assistenza al missaggio
- Lowell Reynolds – registrazione aggiuntiva
- Jeremy Hunter – registrazione aggiuntiva
- Mark Petaccia – assistenza tecnica
- John Netti – assistenza tecnica
- David Bryant – assistenza tecnica
- Tristan Brock-Jones – assistenza tecnica
- Mike Rooney – assistenza tecnica
- Seth Morton – assistenza tecnica
- Jed Hackett – ingegneria del suono aggiuntiva
- Brian David Willis – ingegneria del suono aggiuntiva
- Joel Quillen – ingegneria del suono aggiuntiva
- Matt Rausch – assistenza al missaggio
- Steve Blackmon – assistenza al missaggio
- Hank Williams – mastering
- Steve Churchyard – registrazione orchestra (tracce 3 e 12)

## Successo commerciale

### America

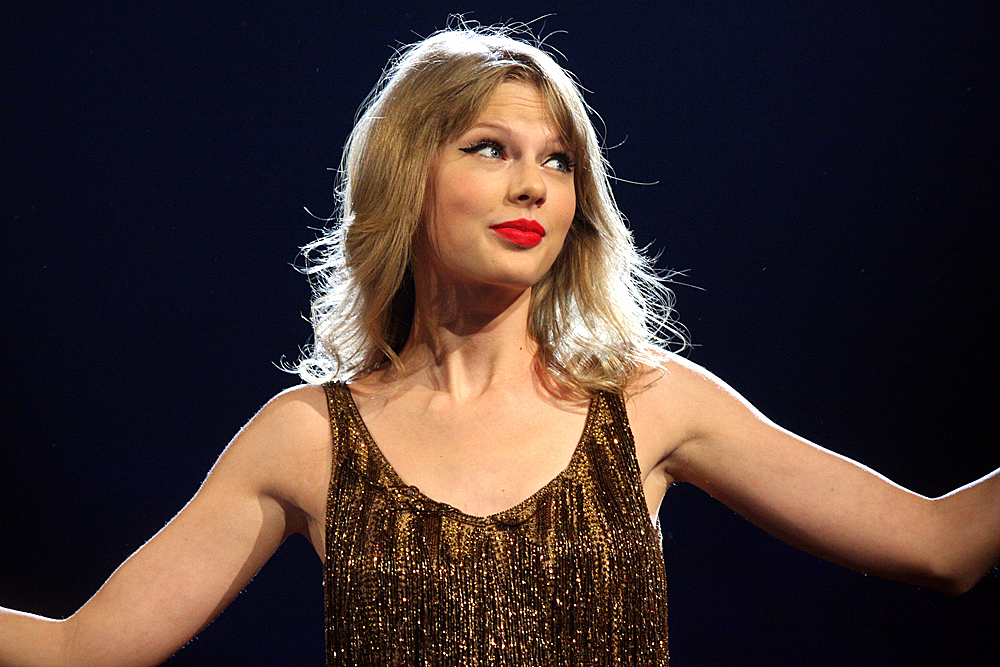
Taylor Swift in concerto in Australia nel 2012

Negli Stati Uniti d'America Speak Now è entrato in classifica alla prima posizione della Billboard 200, con 1 047 000 copie vendute in una settimana, divenendo l'album più venduto in cinque anni: nel marzo del 2005 infatti The Massacre di 50 Cent vendette circa 1 141 000 copie. È il secondo album consecutivo di Swift a debuttare alla vetta della Billboard 200. Le vendite del disco sono state più alte rispetto a ciò che inizialmente si stimava, ossia attorno alle 8-900 000 copie. Speak Now ha mantenuto la prima posizione per una seconda settimana, con altre 320 000 copie vendute. Nelle settimane successive, scende prima alla seconda posizione con 212 000 copie vendute, e ancora alla nona con altre 146 000 vendite. Balza poi alla seconda posizione, con altre 182 000 copie vendute, il 24% in meno rispetto alla settimana precedente. La mantiene nella settimana successiva, vendendo 201 000 copie (l'11% in più). Ritorna alla vetta la settimana dopo, con un incremento del 29% di vendite (259 000 copie). Rimane alla vetta anche nella nona settimana, con 272 000 copie vendute grazie allo shopping natalizio. Speak Now mantiene la vetta della classifica statunitense per la quinta settimana non consecutiva anche dopo il periodo natalizio, registrando tuttavia un calo di vendite del 72%, 77 000. Durante la sua undicesima settimana in classifica l'album rimane alla prima posizione della Billboard 200 vendendo 52 000 copie, registrando il numero di vendite più basso in assoluto per un album al numero uno. La settimana successiva, Speak Now è sceso alla terza posizione, con altre 35 000 copie (il 32% in meno). Altre 31 000 copie sono state vendute nella tredicesima settimana, il 13% in meno, e l'album è sceso di cinque posizioni all'ottava. Sale poi alla settima posizione, tuttavia con un calo di vendite di meno dell'1% (31 000 circa). La settimana successiva, l'album ha venduto altre 27 000 copie (il 13% in meno), rimanendo sempre all'ottavo posto.
Il 13 novembre 2010 Speak Now si è aggiudicato due Guinness dei primati come fastest-selling album negli Stati Uniti per un'artista country femminile e fastest-selling digital album negli Stati Uniti per un'artista femminile. A marzo 2015 l'album aveva venduto 4 480 000 di copie negli Stati Uniti, risultando ai tempi il quarto album più venduto della Swift dietro Fearless, Taylor Swift e 1989.
Le vendite sono state alte anche in Canada, dove Speak Now è entrato alla vetta della classifica vendendo circa 62 000 copie. In Australia, l'album ha raggiunto direttamente la prima posizione vendendo oltre 70 000 copie in una settimana e venendo subito certificato disco di platino.

### Europa
Speak Now ha ottenuto un grande successo anche in Europa, debuttando per la prima volta nella classifica italiana alla diciottesima posizione. I debutti in top ten europei si sono verificati in Norvegia, nel Regno Unito, in Irlanda, e in Spagna.

## Classifiche

### Classifiche settimanali
| Classifica (2010-23) | Posizione massima |
| -------------------- | ----------------- |
| Australia            | 1                 |
| Austria              | 1                 |
| Belgio (Fiandre)     | 18                |
| Belgio (Vallonia)    | 45                |
| Canada               | 1                 |
| Danimarca            | 26                |
| Francia              | 39                |
| Germania             | 15                |
| Grecia               | 1                 |
| Irlanda              | 6                 |
| Italia               | 18                |
| Messico              | 8                 |
| Norvegia             | 4                 |
| Nuova Zelanda        | 1                 |
| Paesi Bassi          | 17                |
| Portogallo           | 1                 |
| Regno Unito          | 6                 |
| Spagna               | 10                |
| Stati Uniti          | 1                 |
| Svezia               | 18                |
| Svizzera             | 1                 |

### Classifiche di fine anno
| Classifica (2010) | Posizione |
| ----------------- | --------- |
| Australia         | 15        |
| Canada            | 15        |
| Nuova Zelanda     | 15        |
| Regno Unito       | 163       |
| Stati Uniti       | 9         |
| Classifica (2011) | Posizione |
| Australia         | 51        |
| Canada            | 9         |
| Nuova Zelanda     | 34        |
| Stati Uniti       | 2         |
| Classifica (2012) | Posizione |
| Stati Uniti       | 45        |
| Classifica (2024) | Posizione |
| Portogallo        | 107       |

## Speak Now (Taylor's Version)
Nell'agosto 2019 Taylor Swift ha annunciato che avrebbe registrato nuovamente i suoi primi sei album in seguito alla vendita dei diritti della Big Machine all'imprenditore statunitense Scooter Braun, aggiungendo l'11 febbraio 2021 che le nuove registrazioni avrebbero manutenuto i titoli originari ma con l'aggiunta della dicitura Taylor's Version tra parentesi al fine di sottolineare il possesso della registrazione.
Speak Now (Taylor's Version) è stato annunciato il 5 maggio 2023 durante la prima delle tre date tenute da Swift a Nashville in occasione del suo The Eras Tour, con data di pubblicazione fissata al 7 luglio dello stesso anno.

### Tracce
Testi e musiche di Taylor Swift.
1. Mine (Taylor's Version) – 3:51
2. Sparks Fly (Taylor's Version) – 4:21
3. Back to December (Taylor's Version) – 4:54
4. Speak Now (Taylor's Version) – 4:02
5. Dear John (Taylor's Version) – 6:45
6. Mean (Taylor's Version) – 3:58
7. The Story of Us (Taylor's Version) – 4:27
8. Never Grow Up (Taylor's Version) – 4:52
9. Enchanted (Taylor's Version) – 5:53
10. Better Than Revenge (Taylor's Version) – 3:40
11. Innocent (Taylor's Version) – 5:01
12. Haunted (Taylor's Version) – 4:05
13. Last Kiss (Taylor's Version) – 6:09
14. Long Live (Taylor's Version) – 5:17
15. Ours (Taylor's Version) – 3:55
16. Superman (Taylor's Version) – 4:34
17. Electric Touch (feat. Fall Out Boy) (Taylor's Version) (From the Vault) – 4:26
18. When Emma Falls in Love (Taylor's Version) (From the Vault) – 4:12
19. I Can See You (Taylor's Version) (From the Vault) – 4:33
20. Castles Crumbling (feat. Hayley Williams) (Taylor's Version) (From the Vault) – 5:06
21. Foolish One (Taylor's Version) (From the Vault) – 5:11
22. Timeless (Taylor's Version) (From the Vault) – 5:21

Video bonus nell'edizione di Apple Music
1. Surprise Announcement (Taylor's Version) – 1:36

Tracce bonus nell'edizione deluxe digitale
1. Dear John (Live from Minneapolis) – 7:08
2. Last Kiss (Live from Kansas City) – 6:11

### Classifiche

#### Classifiche settimanali
| Classifica (2023) | Posizione massima |
| ----------------- | ----------------- |
| Argentina         | 1                 |
| Canada            | 1                 |
| Croazia           | 1                 |
| Danimarca         | 6                 |
| Finlandia         | 6                 |
| Giappone          | 38                |
| Islanda           | 3                 |
| Italia            | 4                 |
| Lettonia          | 2                 |
| Lituania          | 10                |
| Norvegia          | 2                 |
| Polonia           | 3                 |
| Regno Unito       | 1                 |
| Repubblica Ceca   | 3                 |
| Slovacchia        | 3                 |
| Spagna            | 1                 |
| Stati Uniti       | 1                 |
| Svezia            | 1                 |
| Ungheria          | 3                 |

#### Classifiche di fine anno
| Classifica (2023) | Posizione |
| ----------------- | --------- |
| Portogallo        | 4         |
| Spagna            | 39        |
| Ungheria          | 52        |
| Classifica (2024) | Posizione |
| Portogallo        | 170       |